# Leuchtturm Kiipsaare
Leuchtturm Kiipsaare (estnisch Kiipsaare tuletorn, auch Harilaid tuletorn oder Kiipsaare päevamärk) ist ein ehemaliger Leuchtturm an der äußersten Spitze der Halbinsel Harilaid (estn. Harilaid poolsaar) auf der Insel Saaremaa in Estland.

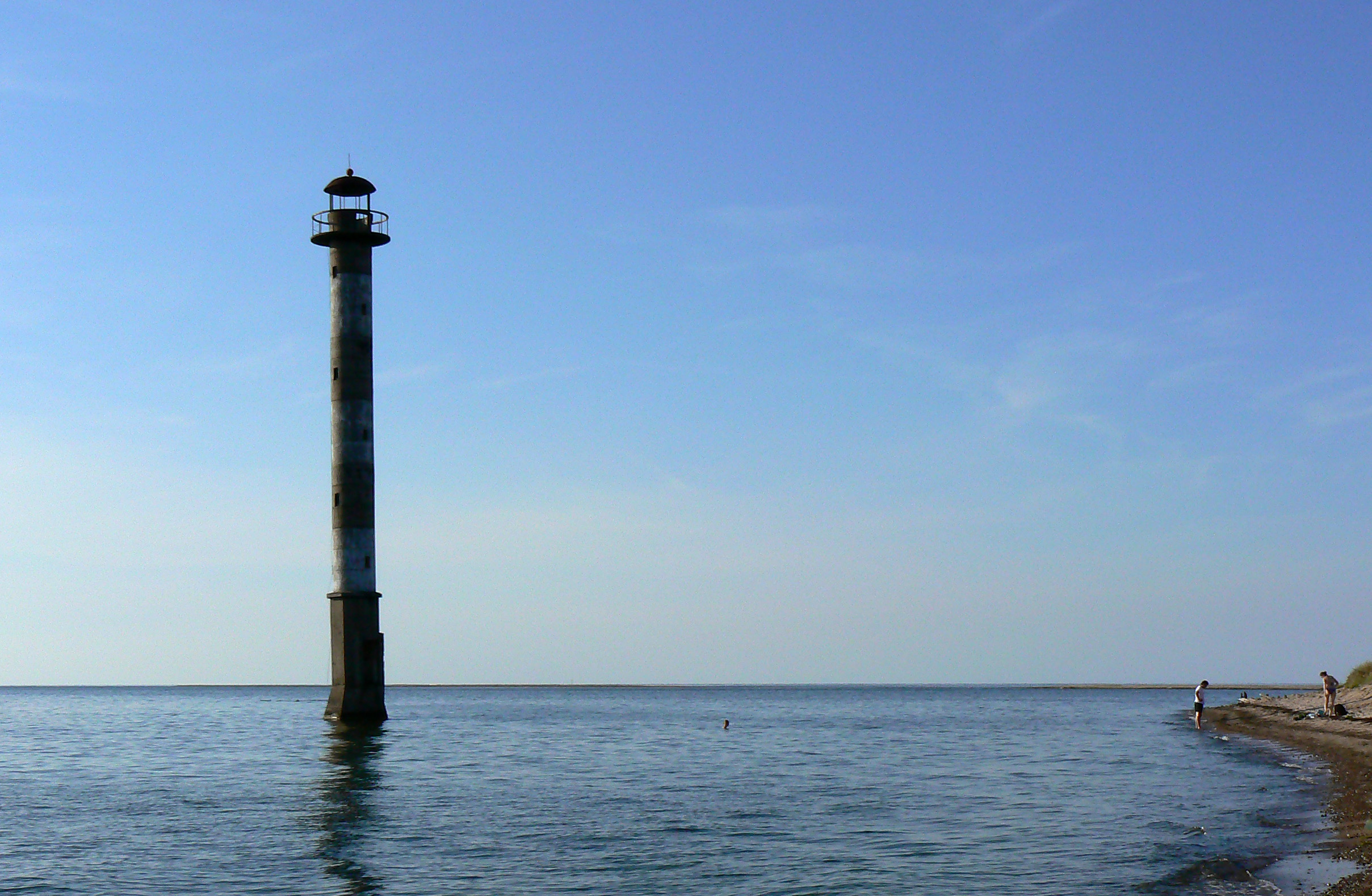
Der aufgerichtete Leuchtturm im Jahr 2010

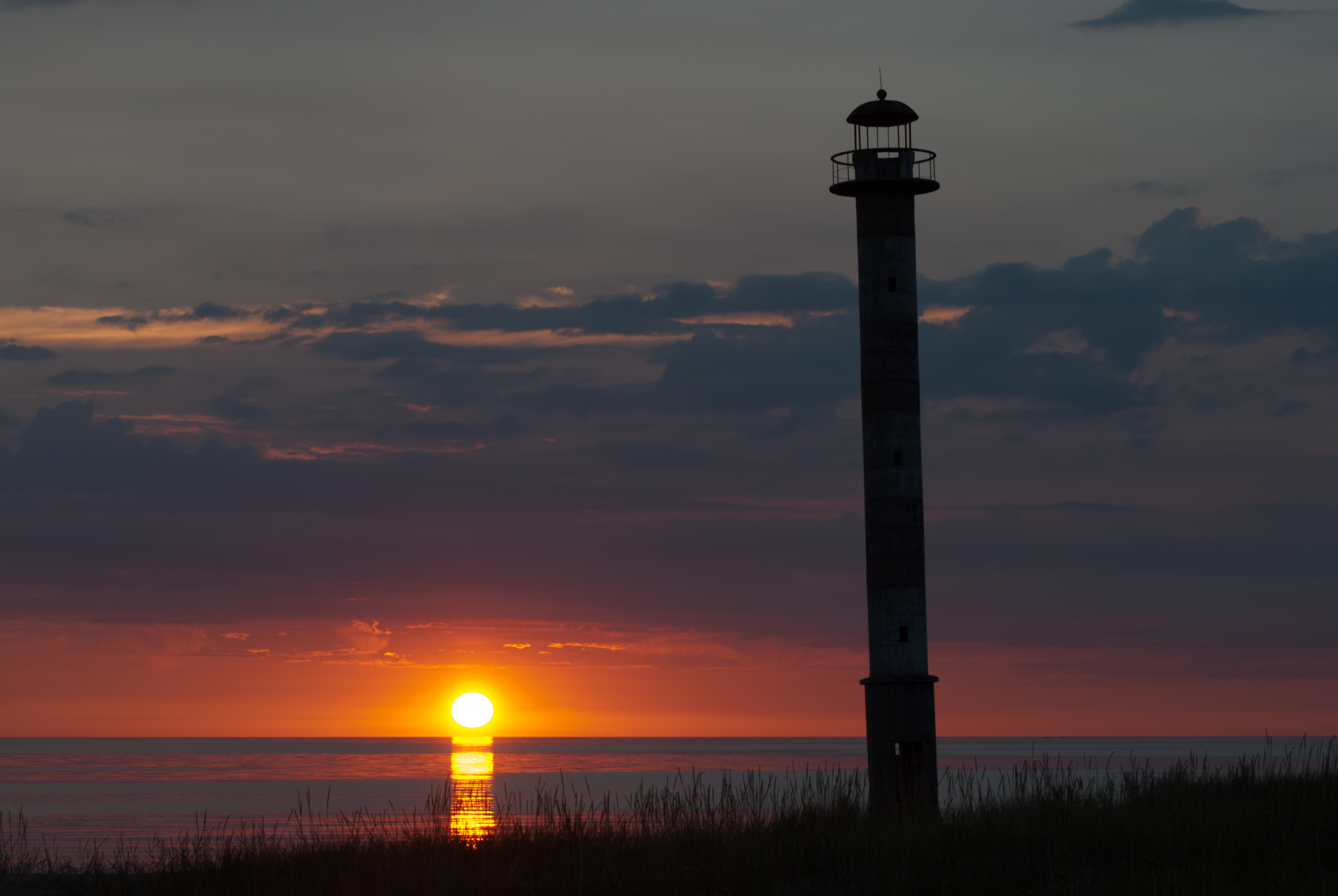
Sonnenuntergang 2013

Der Leuchtturm wurde 1933 aus Stahlbeton gebaut und sollte die Seeleute in der Ostsee vor den Gefahren in der Nähe der Halbinsel warnen und bei der Orientierung behilflich sein. Anfangs befand sich der 25 Meter hohe Leuchtturm 150 Meter im Landesinneren. Aufgrund von Erosion befindet er sich mittlerweile mehr als 50 Meter vor dem Ufer. Ein unzureichendes Fundament im Sand hatte dazu geführt, dass sich der Leuchtturm neigte.
Während 1988 die Uferlinie noch 11 Meter vom Leuchtturm entfernt war, hatte das Meer Anfang der 1990er Jahre bereits den Leuchtturm erreicht und er begann sich zu neigen. Wegen drohender Einsturzgefahr wurde die Leuchttechnik 1992 entfernt und der Kiipsaare-Leuchtturm blieb bis 2009 als Tagesmarke in den Handbüchern verzeichnet.
Lange Jahre war der Turm umsturzgefährdet. Erst ab etwa 2006, als er durch die fortschreitende Erosion schon ganz im Wasser stand, begann er sich durch Unterspülung des Fundaments selbst wieder aufzurichten.
In einem neueren estnischen Film über den Zweiten Weltkrieg, „Somnambuul“, spielt der Turm eine wichtige Rolle.
Er ist eine touristische Attraktion des Nationalparks Vilsandi, des ältesten Nationalparks in Estland, der 1971 gegründet wurde.

## Gallery

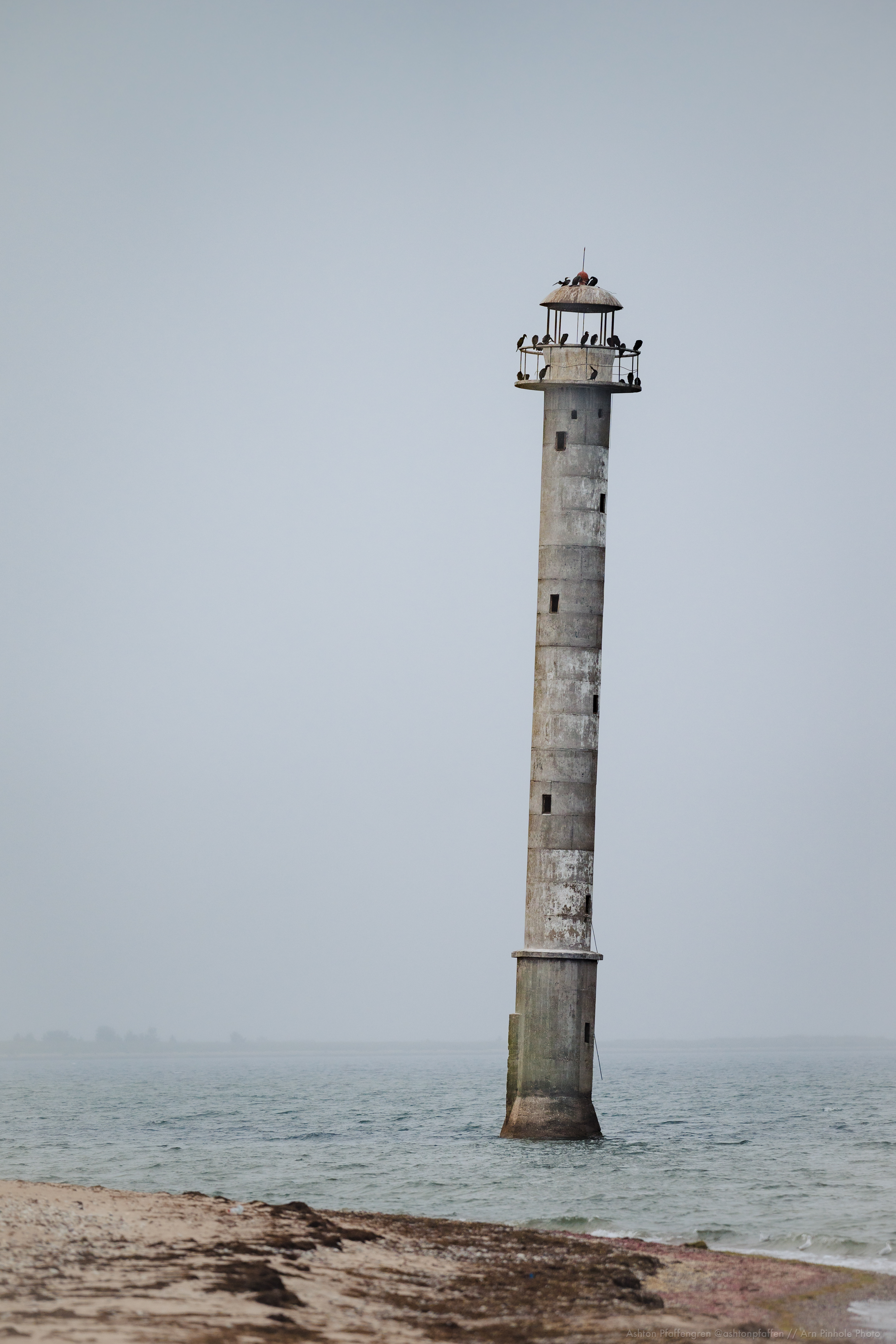
Leuchtturm Kiipsaare, 2023
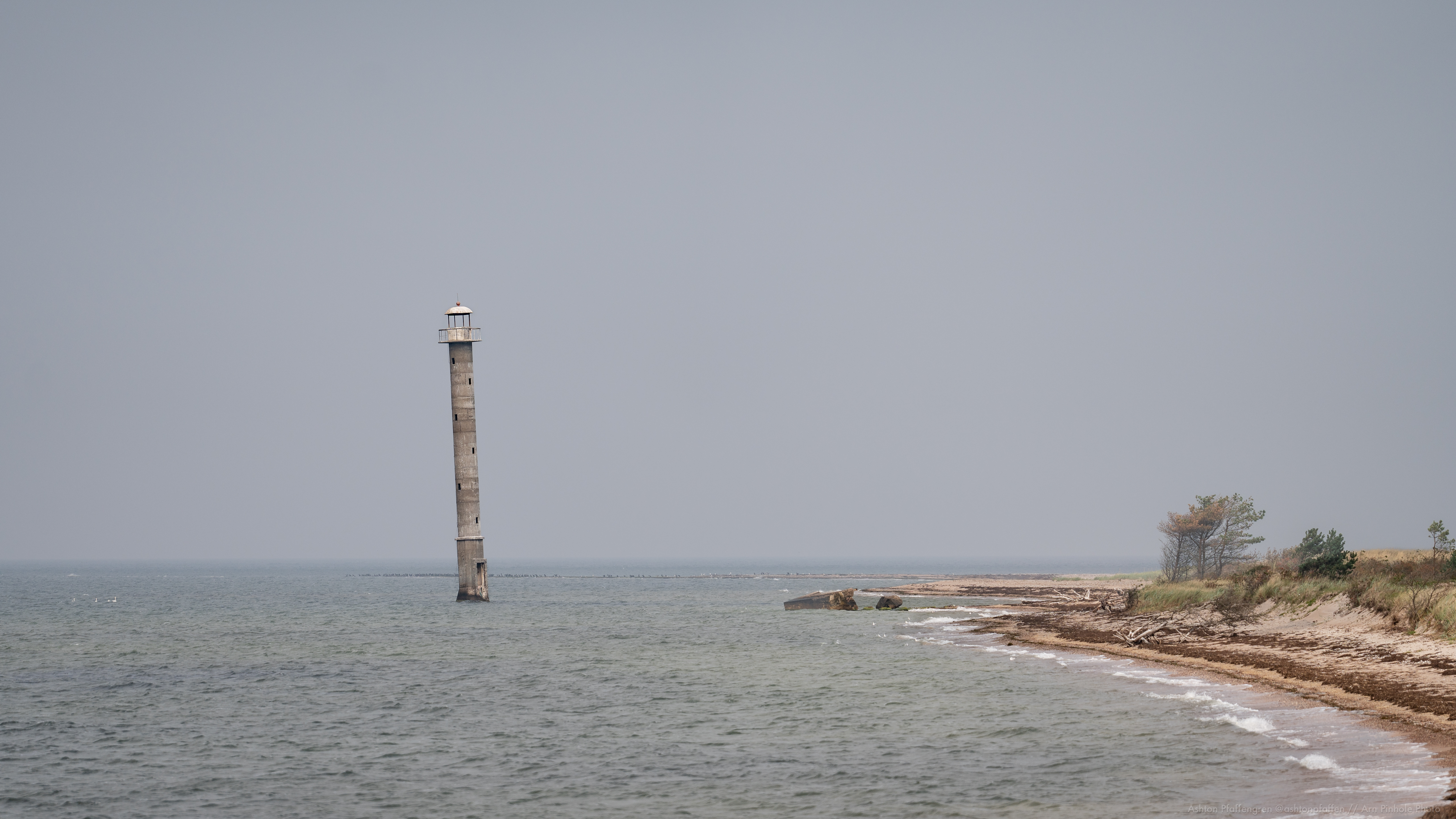
Leuchtturm Kiipsaare von Süden gesehen, 2023
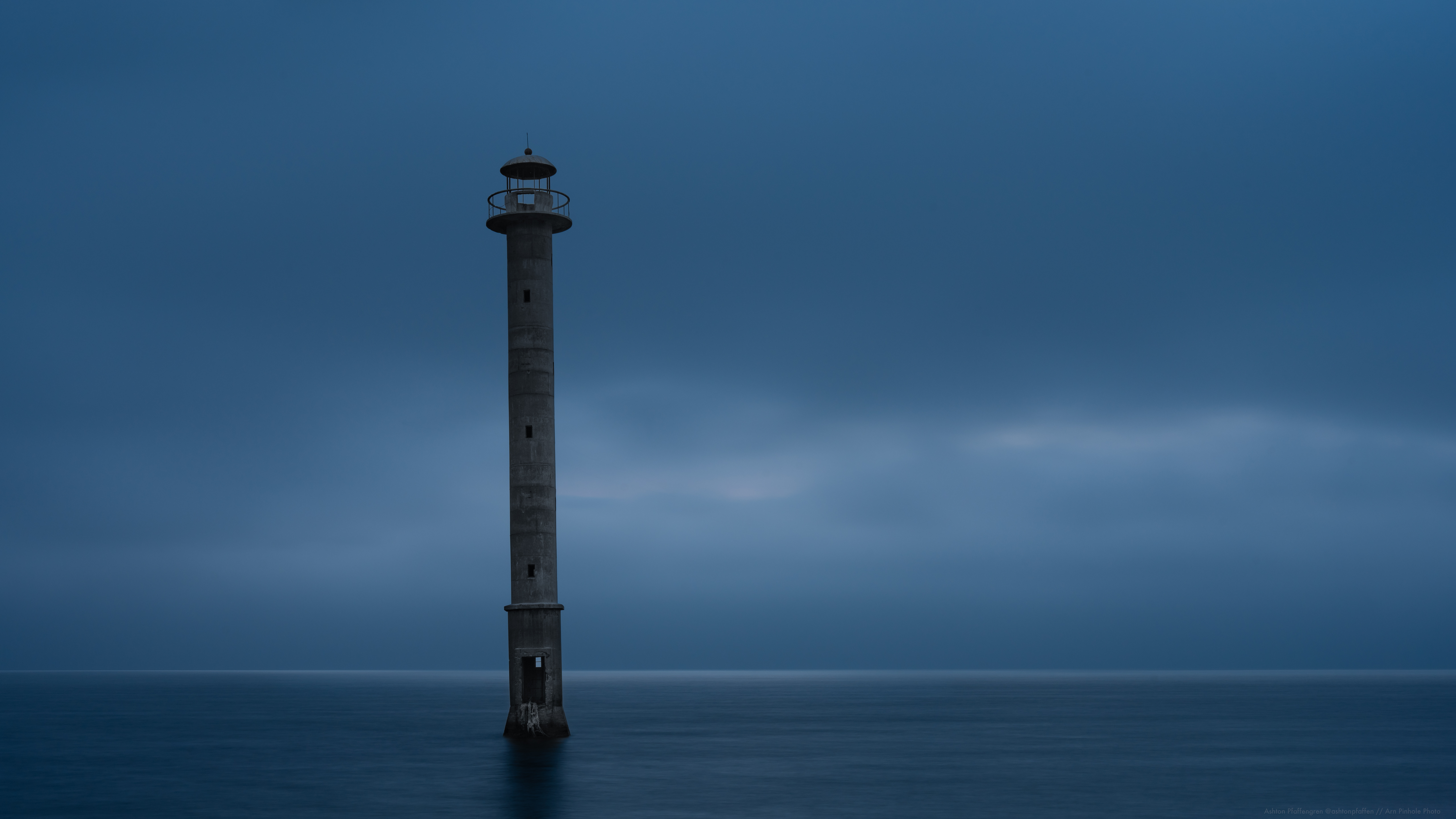
Leuchtturm im Mondlicht, 2023
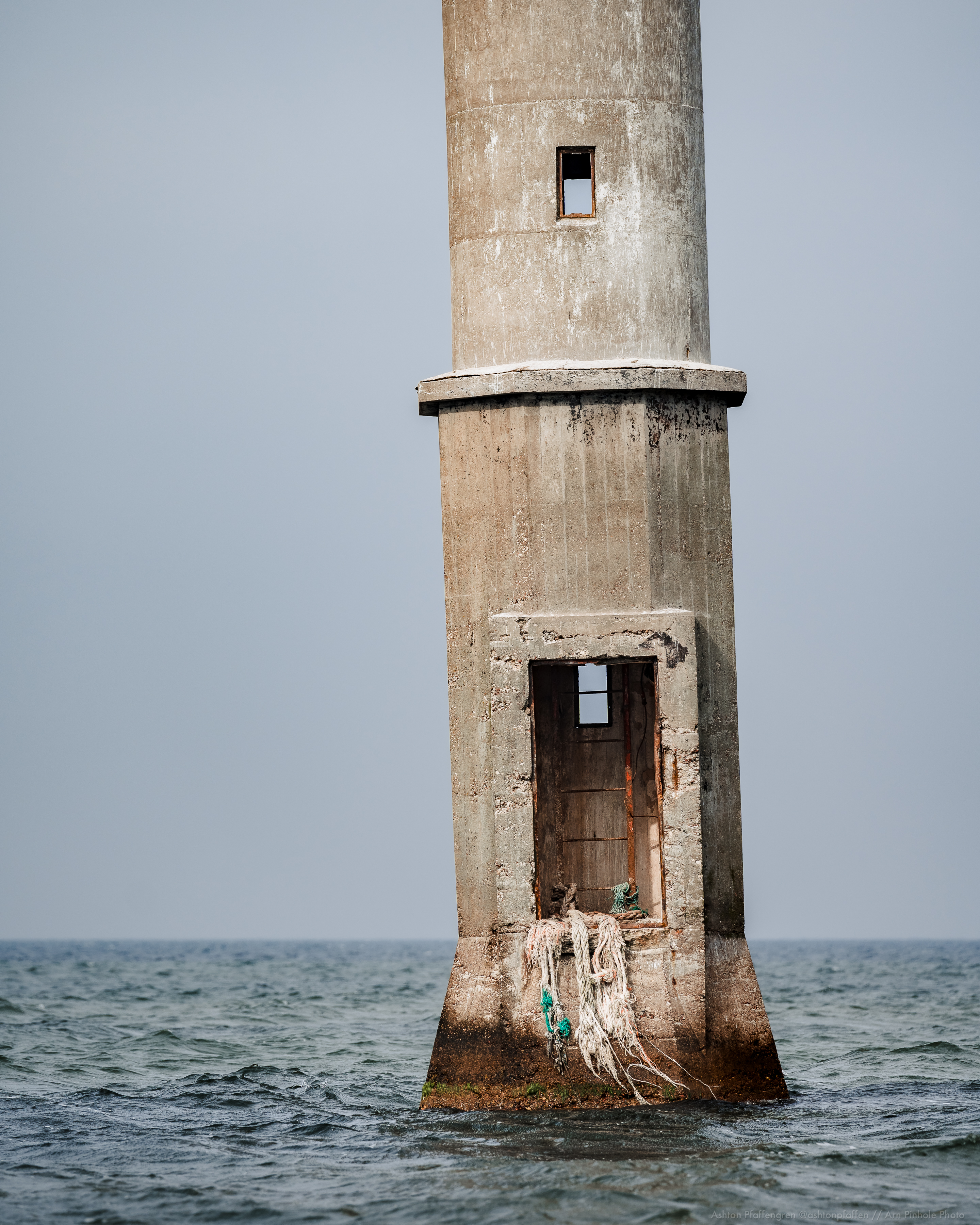
Leuchtturmbasis, 2023
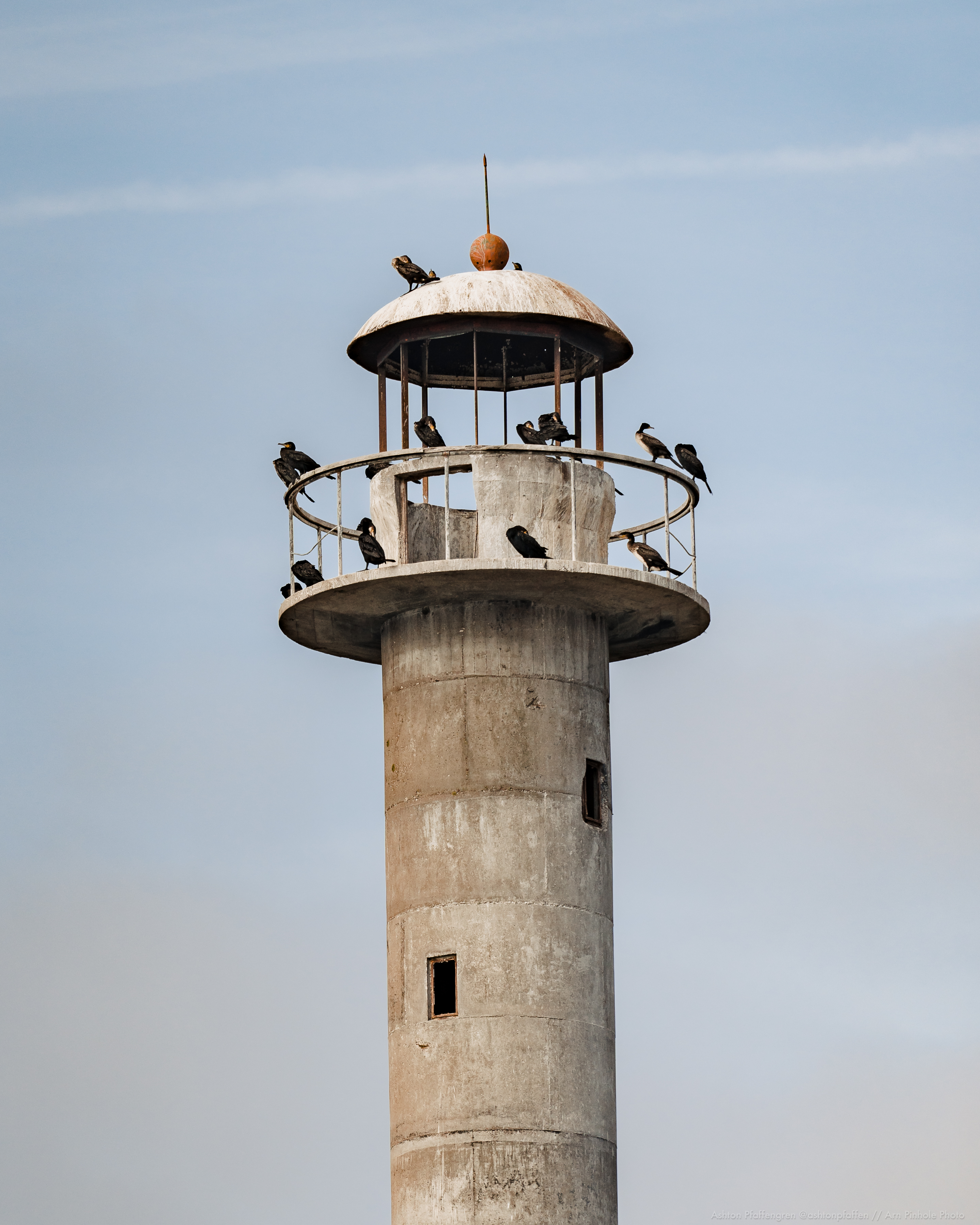
Spitze des Leuchtturms, 2023
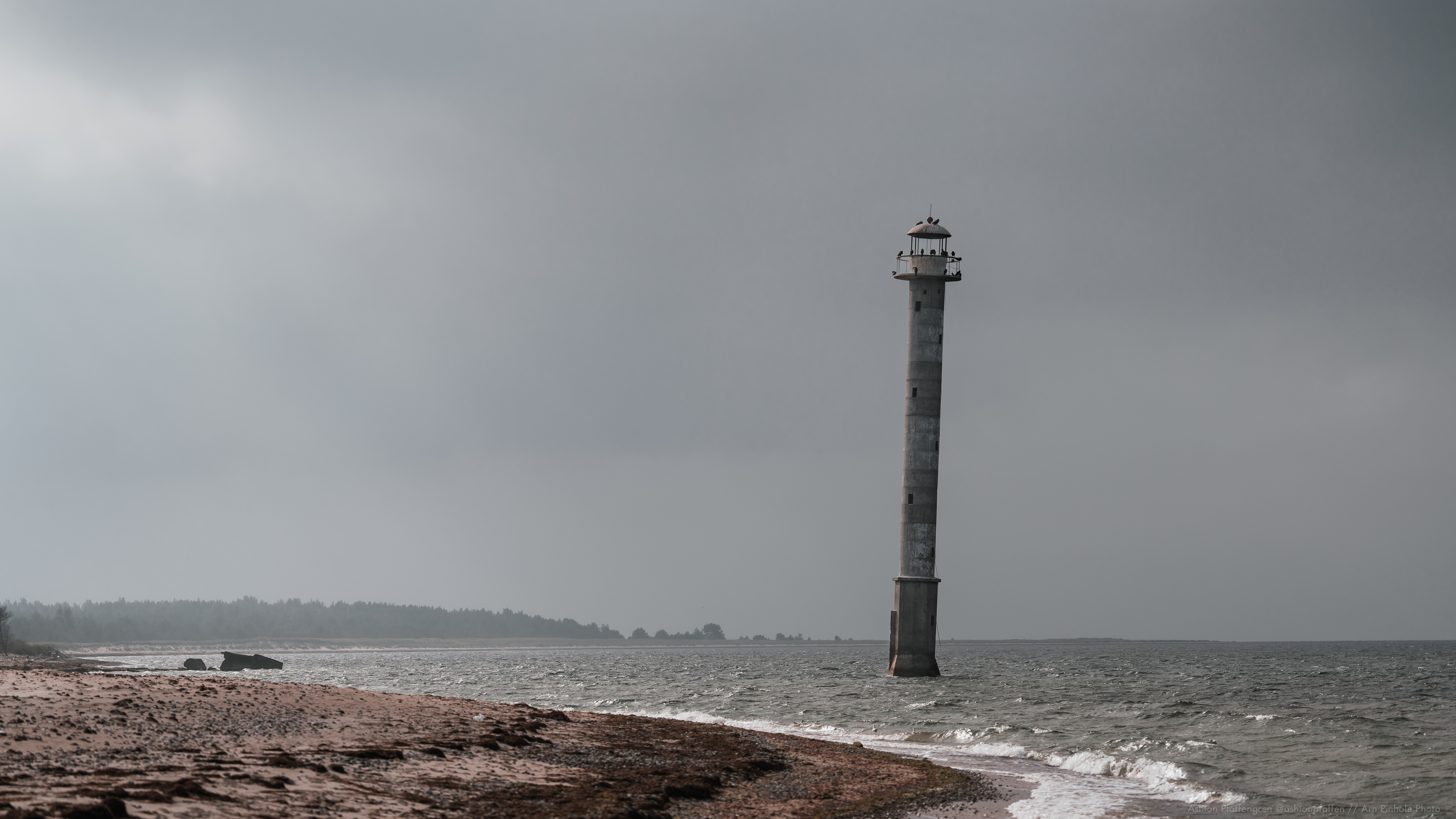
Leuchtturm in der frühen Morgensonne, 2023
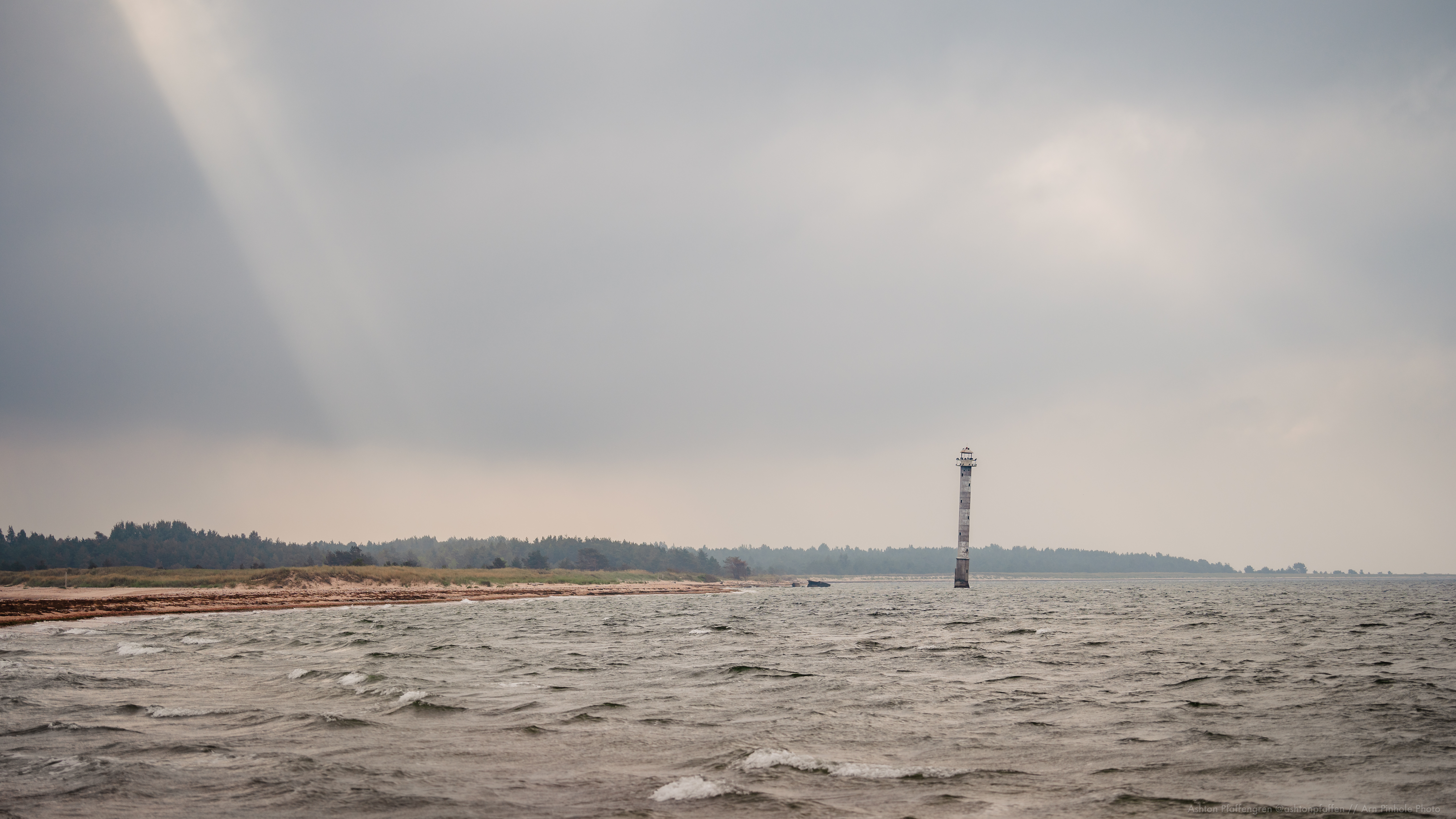
Leuchtturm Kiipsaare, fotografiert von der Spitze des Kiipsaare Nukk, 2023